# Баскские земли

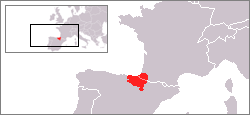
Страна басков на карте Европы

Баскские земли (баск. Euskal Herria, исп. País Vasco, фр. Pays Basque) — территории традиционного расселения басков на стыке Франции и Испании, в западных Пиренеях и на побережье Бискайского залива. Родина баскской нации и баскского языка. Баскские земли включают в себя:
- Южную Страну Басков[англ.], расположенную в Испании (по-баскски: Hegoalde — «Южная страна»). Она же — Испанская Страна Басков.
- Северную Страну Басков на юге Франции (по-баскски: Iparralde — «Северная страна»). Она же — Французская Страна Басков.

## Испанская Страна Басков
Большинство баскской нации проживает в пределах Южной Страны Басков. Испанская, или Южная Страна Басков состоит из:
- Автономного Сообщества Страна Басков (тождество названий части и целого нередко порождает путаницу);
- Автономного Сообщества Наварра, тождественного одноимённой испанской провинции (исп. Comunidad Foral de Navarra, баск. Nafarroako Foru Erkidegoa). Административный центр Наварры — Памплона (Ирунья).

Автономное Сообщество Страна Басков состоит из весьма древних и небольших по площади провинций:
- Алава, или Араба (исп. Álava, баск. Araba), административный центр — Витория. Витория одновременно является столицей Автономного Сообщества Страна Басков;
- Бискайя (исп. Vizcaya, баск. Bizkaia), административный центр — Бильбао;
- Гипускоа (исп. Guipúzcoa, баск. Gipuzkoa), административный центр — Сан-Себастьян.

Ещё в августе 1992 г. баскская партия Эрри Батасуна (Herri Batasuna) и Союз Наваррских Народов подняли вопрос о присоединении Наварры к Автономному Сообществу Страна Басков — но идея так и не была реализована.

Провинции Страны басков: во Франции (жёлтая часть) и в Испании (остальная часть)

## Французская Страна Басков
До Великой французской революции Французская, или Северная Страна Басков состояла из провинций Лабурдан, Зуберу, а также Нижней Наварры (бывшего Королевства Наварра). После революции традиционное деление Франции на провинции было отменено. Сейчас Северная Страна Басков является частью департамента Атлантические Пиренеи, входящего в регион Новая Аквитания.

## История Баскских земель
Согласно некоторым версиям происхождения басков, они являются одним из наименее ассимилированных и смешавшихся с другими народов, проживавших на территории Западной Европы со времён палеолита.
С I века до н. э. вплоть до середины V века территория, заселённая басками, номинально находилась под властью Римской империи. Из-за гористого характера местности римлянам не удалось проникнуть во все населённые басками области, что позволило Стране басков сохранить свой язык и национальную самобытность. В IV и V веках происходят восстания басков против владычества Рима, приведшие к вхождению данных земель в состав независимого Герцогства Васкония — этнического государства, расположенного к югу от реки Гаронна. Герцогство распалось в VIII—IX веках вследствие набегов норманнов. В начале IX века регион Васкония распростёрся вплоть до реки Адур. В то же самое время, баскский язык начинает уступать вульгарной и письменной латыни и область его распространения ограничивается территорией вокруг Пиренеев.
В период господства вестготов, а затем арабов на Пиренейском полуострове, бо́льшая часть Баскских земель оставалась независимой и явилась оплотом Реконкисты. В 893 году арабский географ Аль-Якуби упоминал в своём труде о народах «Аль-Баскунас» (басках) и «Аль-Джаскас» (гасконцах), непокорившихся арабам. С 963 года город Сен-Север упоминается как «глава Васконии», что некоторые историки истолковывают как «столица Васконии», в то время как другие считают, что это означает «вершина Васконии» из-за расположения города на холме с видом на равнины Васконии.
В XI—XV веках Южная Страна Басков была под властью Королевства Наварры и под вассалитетом Королевства Кастилии. Как Наварра, так и Бискайя, Алава и Гипускоа проводили самостоятельную внешнюю политику.
Испанская часть Страны басков с начала XVI века вошла в состав единого Испанского государства, частично сохраняя автономию до 1876 года. Французская часть сохраняла некоторую автономию до Великой французской революции, упразднившей региональные свободы.
В 1801 году этнолингвистическую экспедицию в Страну Басков совершил Вильгельм фон Гумбольдт. Научным её итогом явилась книга «Баски, или замечания, сделанные во время путешествия по Бискайе и французским Баскским областям весной 1801 года, вместе с исследованиями о баскском языке и нации и кратким изложением баскской грамматики и словарного запаса».
В новейшей истории часть Страны басков в Испании возродила свою автономию после победы Народного фронта в 1936 году, однако была лишена самоуправления после падения республики в 1939 году.
В соответствии с конституцией Испании 1978 года часть Испанской страны басков получила сначала временную, с января 1980 года — постоянную автономию.